# 大宮神社 (京丹後市)
大宮神社（おおみやじんじゃ）は、京都府京丹後市弥栄町野中1985にある神社である。
社格は旧村社。弥栄町野中、大谷、中津、田中の各集落の鎮守とされる。

## 祭神
主祭神
- 大宮売神（おおみやのめのかみ）

配神
- 大年神（おおとしのかみ）
- 御子聖神（みこのかみ）

## 歴史

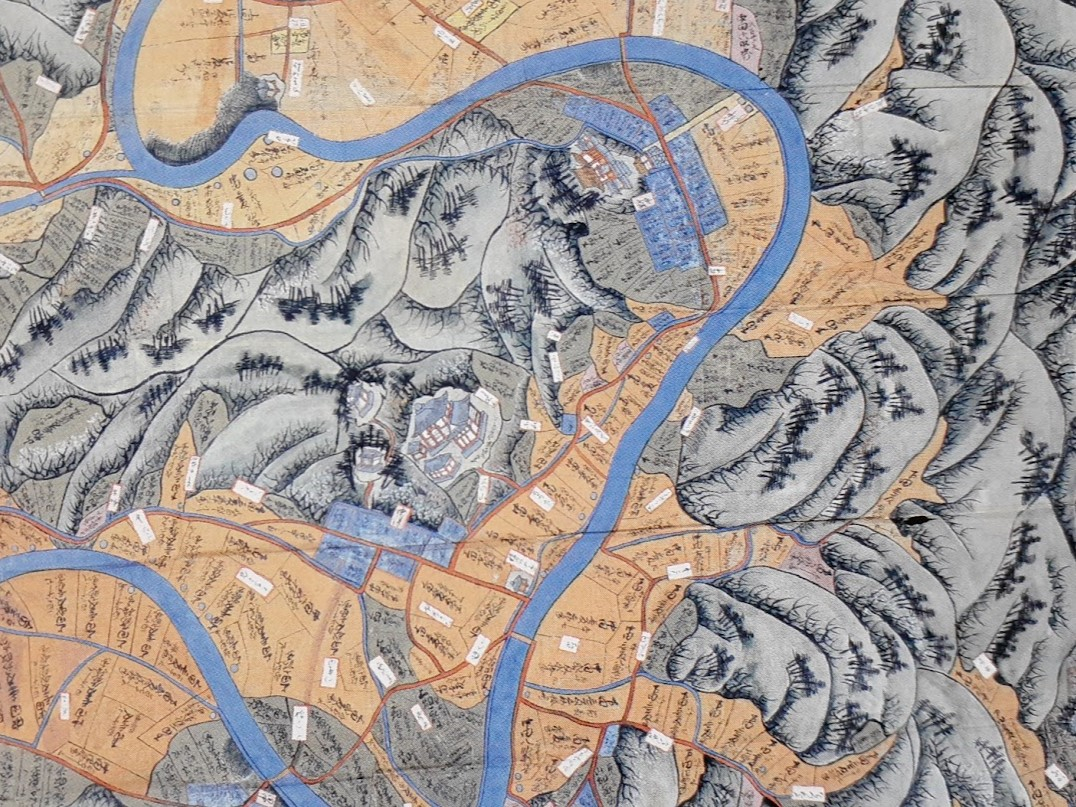
『野間村耕地絵図』作成年代不明
右上が野中、中央下が中津

正慶元年（1332年）9月に創祀され、元禄7年（1694年）9月に再建された。
江戸時代後期に編纂された『丹哥府志』では、野間一郷の氏神とされている。
1873年（明治6年）2月には近代社格制度による村社に列せられ、1906年（明治39年）に神饌幣帛料供進社に指定された。1931年（昭和6年）10月には創祀600年記念式典を挙行し、六百年祭祀行記念碑を建立した。

## 境内

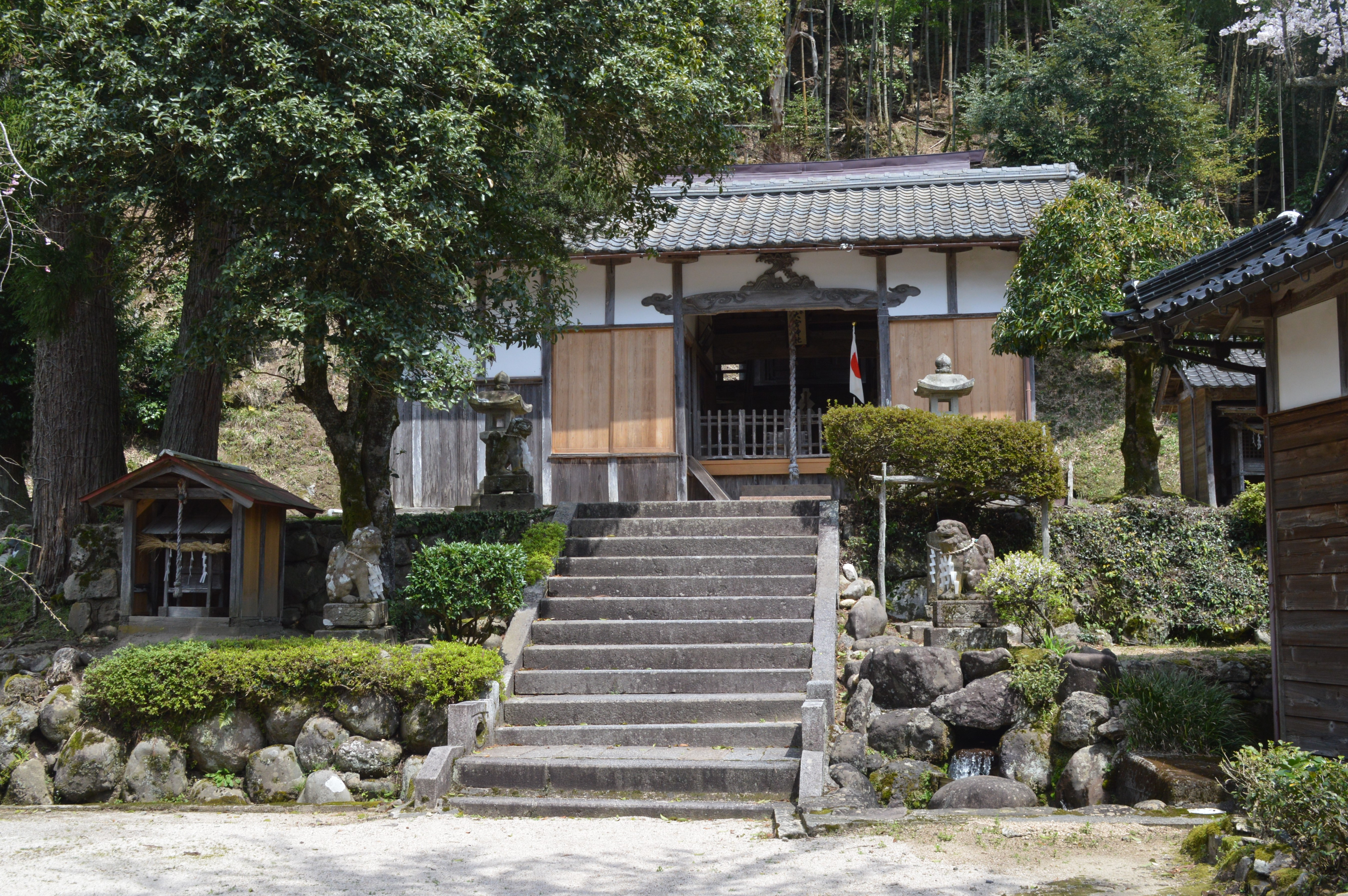
社殿

- 社殿
- 本殿
- 狛犬
- 鳥居
- 「明治三十七八年役紀念碑」

### 境内末社
- 八幡神社 - 祭神は誉田別命[4]。
- 若宮神社 - 祭神は若宇迦売神[4]。
- 宮坂神社 - 祭神は素戔嗚命[4]。

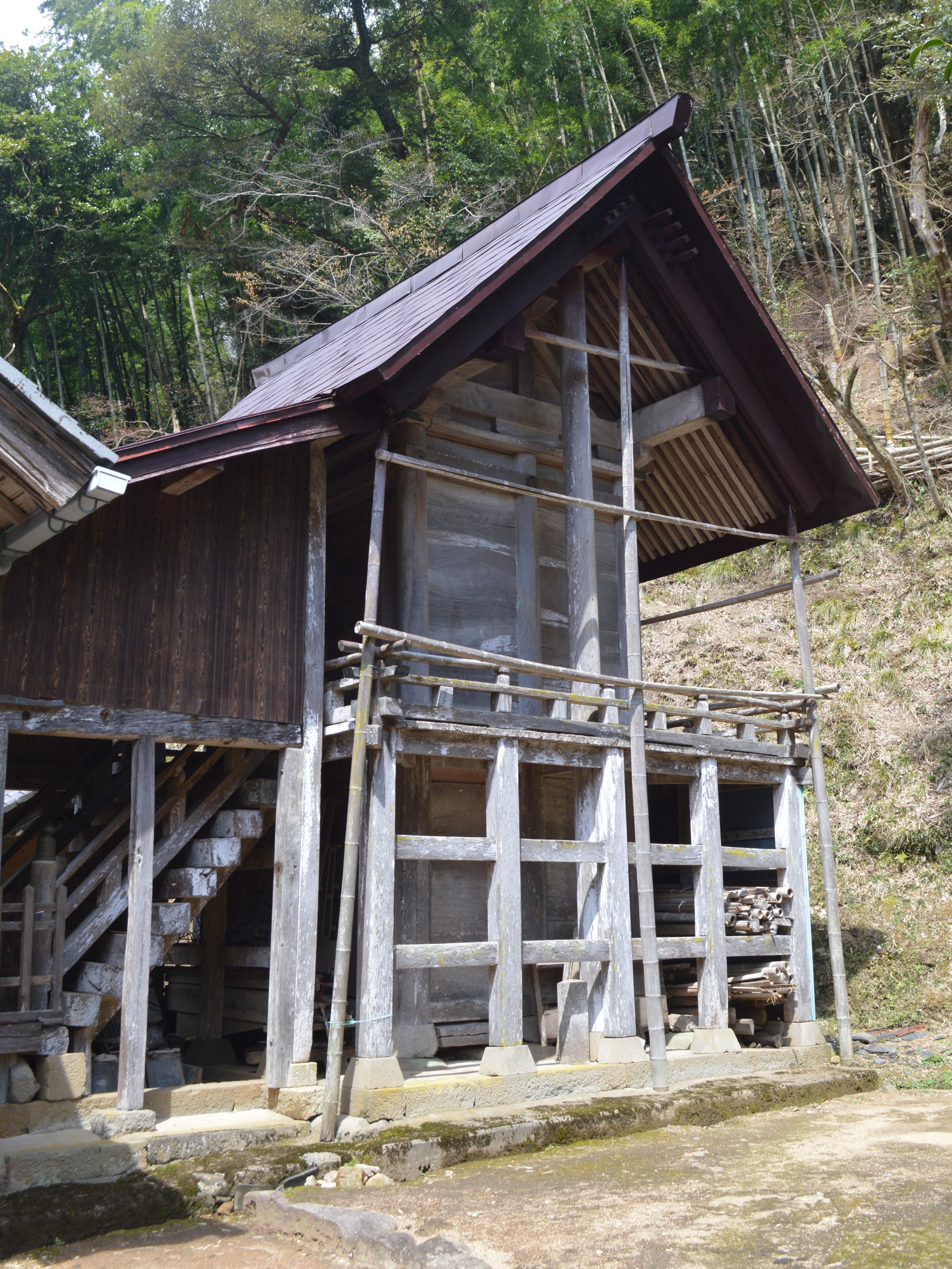
本殿
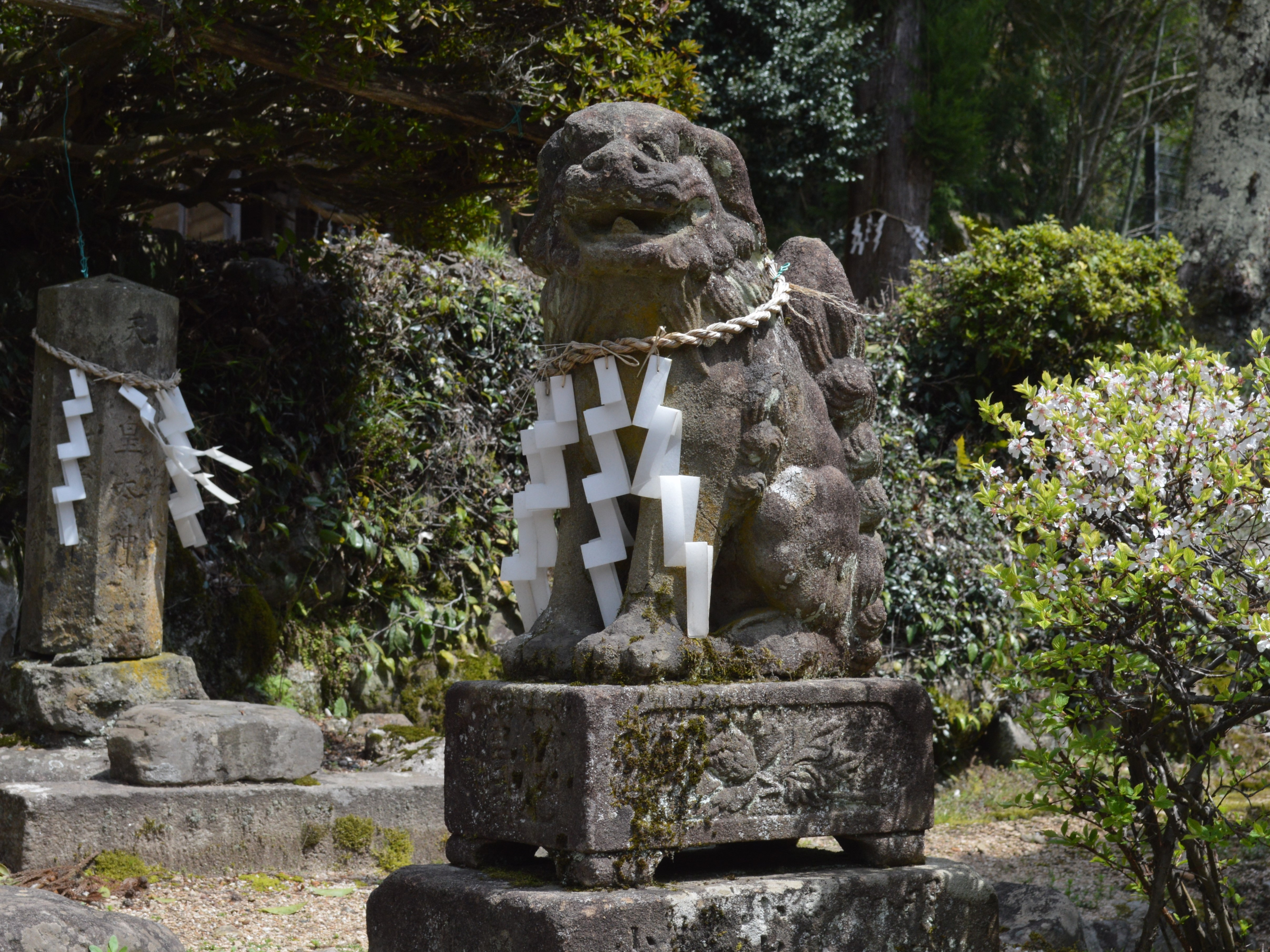
狛犬
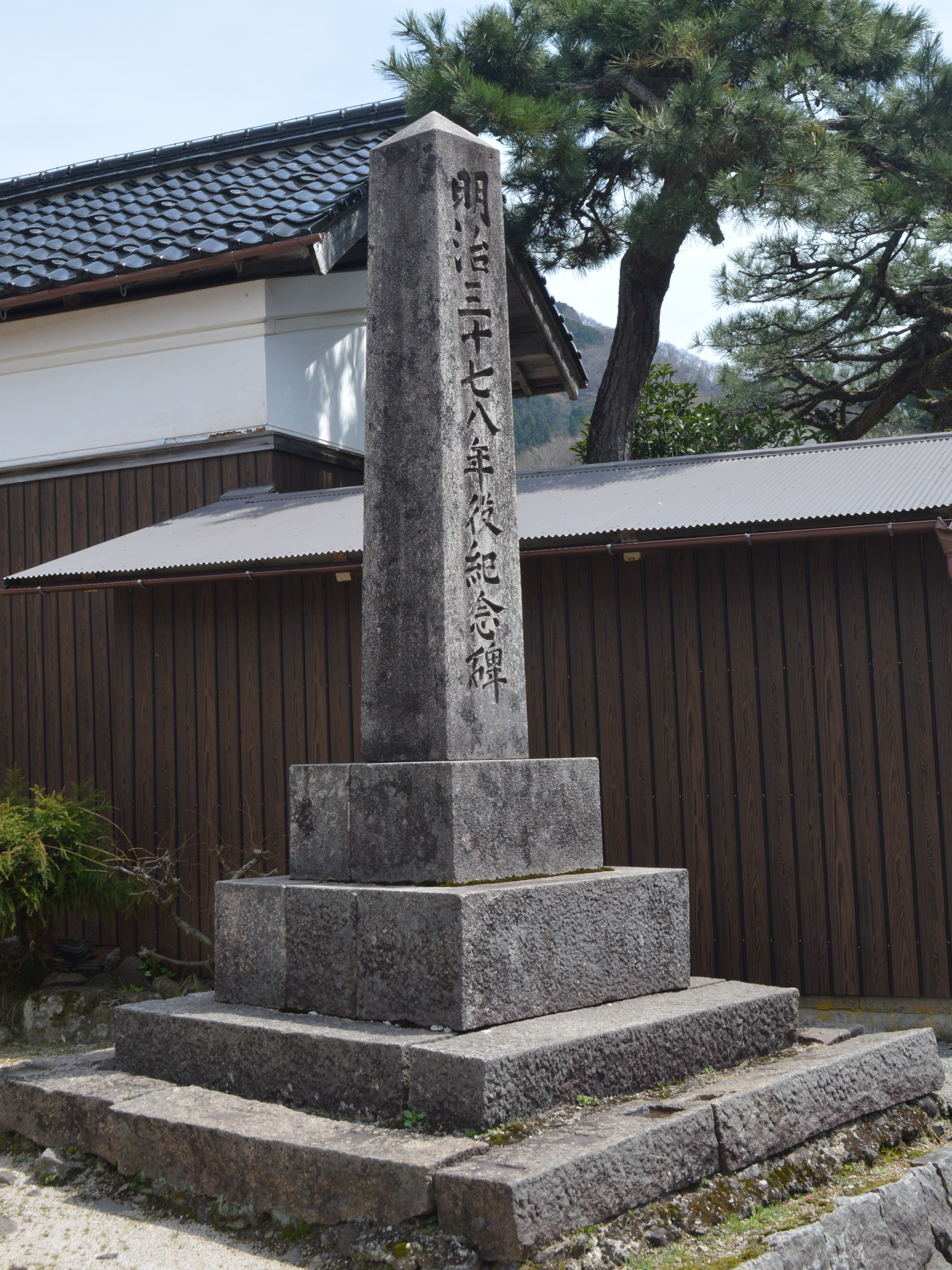
「明治三十七八年役紀念碑」

## 特色
野間城の落城後に野間村に移されたとされる。明治元年までは吉浪家と藤原家が禰宜を務め、小金山神社の神主が兼任していた。明治以降、禰宜はそのままに、神主は木村家が務めたという。吉浪家は屋号が城出であり、野間城址落城の際持ち来たり伝えるものとして、具足一足、酒樽などを継承していた。

## 祭礼

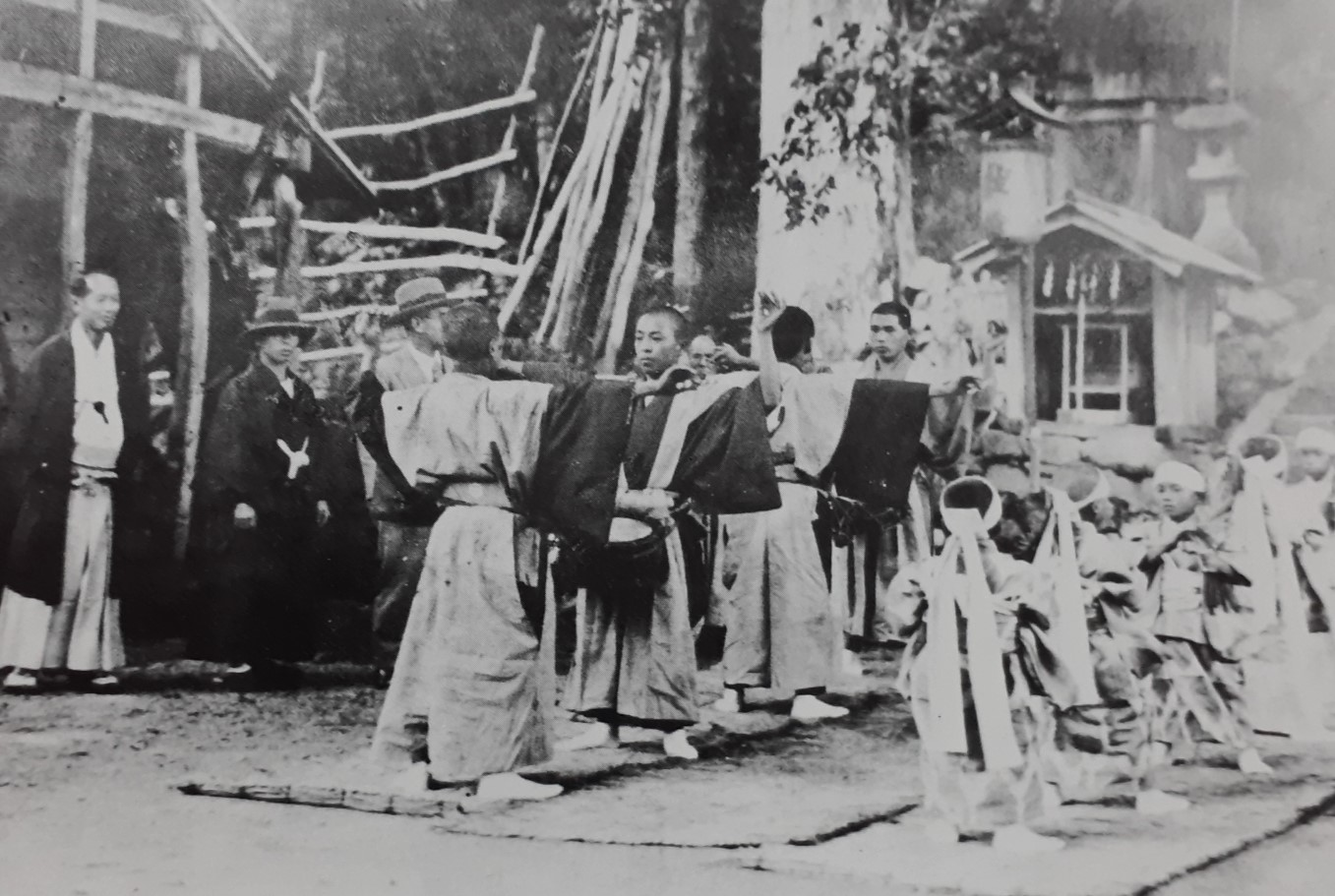
野中の田楽（昭和初期）

かつて秋の例祭には、野中からビンザサラ踊が、大谷から神楽が、中津から太刀振が奉納されていた。1935年（昭和10年）の例祭では、京都大学の西田直二郎教授と柴田實教授、京都府史蹟調査委員などが調査を行った。1963年（昭和38年）の例祭では、早稲田大学の山路興造教授が調査を行った。1972年（昭和47年）の例祭では、名古屋の田中義広が調査を行った。その後は諸事情で奉納行事が途絶えていた時期もあった。

## 文化財

### 選択無形文化財
- 「野中の田楽」
  - ビンザサラ役5名、太鼓役4名、笛役1名、小鼓役1名で演じられる田楽である[5]。平安時代から鎌倉時代にかけて田楽法師が演じた田楽の姿を残していると評価されており、ビンザサラを次々に変化させる点も特色であるとされる[5]。1983年（昭和58年）4月15日、「野中の田楽」が京都府指定無形民俗文化財に指定された[6]。2013年（平成25年）3月12日、「野中の田楽」が記録作成等の措置を講ずべき無形文化財（選択無形文化財）に指定された[5][7]。

### 京丹後市指定文化財
- 「野中区宝篋印塔」
  - 至徳4年（1386年）の刻銘があり、南北朝時代の特徴を顕著に表す宝篋印塔である。かつて大宮神社の阿弥陀堂にあったが、現在は野中地区公民館にある。1974年（昭和49年）7月17日に弥栄町指定文化財に指定された[8]。
- 「大宮神社神像」
  - 大宮神社には男神坐像、女神坐像、僧形坐像、如来坐像の計4躯の神像・仏像がある[9]。2006年（平成18年）3月28日に京丹後市指定文化財に指定された。